# Neosaropogon garamas
Neosaropogon garamas là một loài ruồi trong họ Asilidae. Neosaropogon garamas được Walker miêu tả năm 1849.